# Tonza
Tonza is een geslacht van vlinders van de familie koolmotten (Plutellidae).

## Soorten
- T. callicitra Meyrick, 1913
- T. citrorrhoa Meyrick, 1905
- T. purella Walker, 1864